# Grosse Pierre de la Rigaudière
La Grosse Pierre de la Rigaudière est un menhir situé à La Tourlandry, dans le département français de Maine-et-Loire.

## Description
Le menhir est constitué d'un bloc ovoïde aplati de granulite à amphibole de 3,10 m à 3,30 m de hauteur selon les faces. Il a été christianisé par le rajout d'une croix placée sur son sommet en 1862 comme l'atteste une plaque scellée sur sa face sud.